# Exoskeleton heart
Exoskeleton heart is een studioalbum van Aidan Baker. Het album met distortionmuziek is “live”  ingespeeld. Het verscheen als Cd-r op het kleine Crucial Bliss, een sublabel van Crucial Blast, er kwamen 300 exemplaren op de markt in een langgerekte hoes. De muziek is voor Bakers doen licht van klank.  

## Musici
- Aidan Baker – gitaar

## Muziek
| Nr. | Titel    | Duur  |
| --- | -------- | ----- |
| 1.  | interior | 27:57 |
| 2.  | anterior | 32:02 |